# Folkmusik för folk som inte kan bete sig som folk
Folkmusik för folk som inte kan bete sig som folk är bob hunds åttonde fullängdsskiva. Den gavs ut den 25 mars 2009. Som första singel släpptes Tinnitus i hjärtat. I början av mars släppte bandet även ett (1) exemplar av Fantastiskt, som auktionerades ut på Ebay. Skivomslaget bestod av en fysisk skivspelare som dekorerats och signerats av bob hunds formgivare Martin Kann. Skivan såldes till slut för cirka 30 000 kronor.

## Låtlista
1. Folkmusik för folk som inte kan bete sig som folk
2. Bli aldrig som oss, bli värre!
3. Tinnitus i hjärtat
4. Världens bästa dåliga låt
5. Blommor på brinnande fartyg
6. Grönt ljus
7. Fantastiskt
8. Lösenord: stängdklubb
9. Ett litet ljus söker sitt mörker
10. Siffran vill bli fel

## Listplaceringar
| Lista (2009) | Topplacering |
| ------------ | ------------ |
| Norge        | 13           |
| Sverige      | 7            |